# Graeme Townshend
Pour les articles homonymes, voir Townshend.
Graeme Townshend (né le 23 octobre 1965 à Kingston en Jamaïque) est un ancien joueur canadien de hockey sur glace d'origine jamaïcaine.

## Carrière de joueur
Né en Jamaïque, il émigre à Toronto en Ontario au Canada alors âgé de trois ans. Il a joué quatre saisons universitaires avant de se joindre au club-école des Bruins de Boston à la fin de la saison 1988-1989. Il joua la majorité des parties avec les Mariners du Maine, ne jouant que quelques parties avec les Bruins. Il signa par la suite avec les Islanders de New York, mais comme à Boston, il passa la majorité de son temps avec le club-école de ces derniers. Après un essai avec les Sénateurs d'Ottawa, il continua sa carrière dans les ligues mineures sans jamais revenir jouer dans la LNH.

## Entraineur
Après sa dernière saison en tant que hockeyeur, il devint entraîneur-chef dans la Ligue centrale de hockey et dans la East Coast Hockey League.
Townshend est également un promoteur du hockey sur glace en Jamaïque. Il est entraineur du programme de hockey national. À ce poste, il assemble une équipe nationale jamaïcaine principalement formée de joueurs qui, comme lui, ont la nationalité jamaïcaine mais ont grandi au Canada,.

## Statistiques
Pour les significations des abréviations, voir Statistiques du hockey sur glace.
| Saison     | Équipe                              | Ligue         |    | Saison régulière | Saison régulière | Saison régulière | Saison régulière | Saison régulière |    | Séries éliminatoires | Séries éliminatoires | Séries éliminatoires | Séries éliminatoires | Séries éliminatoires |
| Saison     | Équipe                              | Ligue         | PJ | B                | A                | Pts              | Pun              | PJ               | B  | A                    | Pts                  | Pun                  |                      |                      |
| 1984-1985  | Monarchs de Mimico                  | OHA-B[Quoi ?] | 35 | 22               | 22               | 44               | 93               | 25               | 14 | 11                   | 25                   |                      |                      |                      |
| 1985-1986  | Engineers de RPI                    | NCAA          | 29 | 1                | 7                | 8                | 52               |                  |    |                      |                      |                      |                      |                      |
| 1986-1987  | Engineers de RPI                    | NCAA          | 31 | 7                | 1                | 8                | 56               |                  |    |                      |                      |                      |                      |                      |
| 1987-1988  | Engineers de RPI                    | NCAA          | 32 | 6                | 14               | 20               | 64               |                  |    |                      |                      |                      |                      |                      |
| 1988-1989  | Engineers de RPI                    | NCAA          | 31 | 6                | 16               | 22               | 50               |                  |    |                      |                      |                      |                      |                      |
| 1988-1989  | Mariners du Maine                   | LAH           | 5  | 2                | 1                | 3                | 11               |                  |    |                      |                      |                      |                      |                      |
| 1989-1990  | Mariners du Maine                   | LAH           | 64 | 15               | 13               | 28               | 162              |                  |    |                      |                      |                      |                      |                      |
| 1989-1990  | Bruins de Boston                    | LNH           | 4  | 0                | 0                | 0                | 7                |                  |    |                      |                      |                      |                      |                      |
| 1990-1991  | Mariners du Maine                   | LAH           | 46 | 16               | 10               | 26               | 119              | 2                | 2  | 0                    | 2                    | 4                    |                      |                      |
| 1990-1991  | Bruins de Boston                    | LNH           | 18 | 2                | 5                | 7                | 12               |                  |    |                      |                      |                      |                      |                      |
| 1991-1992  | Islanders de Capital District       | LAH           | 61 | 14               | 23               | 37               | 94               | 4                | 0  | 2                    | 2                    | 0                    |                      |                      |
| 1991-1992  | Islanders de New York               | LNH           | 7  | 1                | 2                | 3                | 0                |                  |    |                      |                      |                      |                      |                      |
| 1992-1993  | Islanders de Capital District       | LAH           | 67 | 29               | 21               | 50               | 45               | 2                | 0  | 0                    | 0                    | 0                    |                      |                      |
| 1992-1993  | Islanders de New York               | LNH           | 2  | 0                | 0                | 0                | 0                |                  |    |                      |                      |                      |                      |                      |
| 1993-1994  | Senators de l'Île-du-Prince-Édouard | LAH           | 56 | 16               | 13               | 29               | 107              |                  |    |                      |                      |                      |                      |                      |
| 1993-1994  | Sénateurs d'Ottawa                  | LNH           | 14 | 0                | 0                | 0                | 9                |                  |    |                      |                      |                      |                      |                      |
| 1994-1995  | Aeros de Houston                    | LIH           | 71 | 19               | 21               | 40               | 204              | 4                | 0  | 2                    | 2                    | 22                   |                      |                      |
| 1995-1996  | Moose du Minnesota                  | LIH           | 3  | 0                | 0                | 0                | 0                |                  |    |                      |                      |                      |                      |                      |
| 1995-1996  | Aeros de Houston                    | LIH           | 63 | 21               | 11               | 32               | 97               |                  |    |                      |                      |                      |                      |                      |
| 1996-1997  | Aeros de Houston                    | LIH           | 74 | 21               | 15               | 36               | 68               | 3                | 0  | 0                    | 0                    | 2                    |                      |                      |
| 1997-1998  | Ice Pirates de Lake Charles         | WPHL          | 68 | 43               | 44               | 87               | 67               | 4                | 0  | 4                    | 4                    | 14                   |                      |                      |
| 1997-1998  | Grizzlies de l'Utah                 | LIH           | 1  | 0                | 0                | 0                | 0                |                  |    |                      |                      |                      |                      |                      |
| 1997-1998  | Aeros de Houston                    | LIH           | 1  | 0                | 0                | 0                | 0                |                  |    |                      |                      |                      |                      |                      |
| 1998-1999  | Ice Pirates de Lake Charles         | WPHL          | 60 | 28               | 29               | 57               | 113              | 1                | 7  | 3                    | 10                   | 12                   |                      |                      |
| Totaux LNH | Totaux LNH                          | Totaux LNH    | 45 | 3                | 7                | 10               | 28               |                  |    |                      |                      |                      |                      |                      |

### Honneurs et trophées
- 1996 : nommé Homme de l'année dans la Ligue internationale de hockey.
- 1999 : nommé Homme de l'année dans la Western Professional Hockey League.

### Transactions en carrière
- 12 mai 1989 : signe un contrat comme agent-libre avec les Bruins de Boston.
- 3 septembre 1991 : signe un contrat comme agent-libre avec les Islanders de New York.
- 24 août 1993 : signe un contrat comme agent-libre avec les Sénateurs d'Ottawa.

## Carrière d'entraîneur
- 1999 à 2001 : entraîneur-chef des Whoopee de Macon de la Ligue centrale de hockey.
- 2001-2002 : entraîneur-chef des Generals de Greensboro de l'East Coast Hockey League (remplacé en cours de saison).